# Magic: The Gathering – Duels of the Planeswalkers 2013
Magic: The Gathering – Duels of the Planeswalkers 2013 (kortweg DotP 2013 of Magic 2013) is een ruilkaartspel ontwikkeld door Stainless Games en uitgegeven door Wizards of the Coast op 20 juni 2012. Het spel is gebaseerd op het kaartspel Magic: The Gathering.

## Gameplay
De regels in het spel gelden hetzelfde als in het kaartspel Magic: The Gathering. Elke speler heeft een stapel kaarten met daarin land en krachten. Kaarten met land daarop worden gebruikt om mana te creëren. Deze mana wordt gebruikt om de krachten te kunnen spelen. Krachten bestaan uit magie, gebruikt om de tegenstander te schaden of de eigen verdediging te versterken, en het oproepen van wezens om de speler te beschermen. Elk wezen heeft zijn eigen klasse en sterktes/zwaktes. Beide spelers hebben een aantal levenspunten en om te winnen moet de speler die van de tegenstander naar nul zien te brengen.

### Singleplayer
Er zijn vier campagnes voor de speler om door te spelen. Een standaard campagne, waar de speler tegen meerdere computer bestuurde spelers speelt en hun set kaarten wint, wanneer de desbetreffende tegenstander verslagen is. De tweede campagne is een "revenge" campagne, waar tegen dezelfde tegenstanders wordt gestreden. Alleen zijn deze van een hogere moeilijkheidsgraad. De derde campagne is een uitdagingscampagne. Hier kan bijna elk gevecht gewonnen worden binnen een beurt, en de speler moet uitzoeken welke kaarten er gebruikt moeten worden en op welke manier. In de laatste "planechase" campagne speelt de speler tegen drie tegenstanders. In plaats van dat iedere speler zijn eigen stapel kaarten heeft, is er maar één stapel kaarten in het spel waar alle spelers hun kaarten vandaan halen. De effecten van deze kaarten zijn versterkt.

### Multiplayer
In multiplayer kan de speler samen met een andere speler tegen AI vechten, of tegen andere spelers. Dit kan 1 vs. 1 of 2 vs. 2 spelers. Voor de stapels kaarten in multiplayer kan de speler zelf een stapel samenstellen en zo dus behulpzame, of minder behulpzame kaarten toevoegen en verwijderen. Op deze manier kunnen spelers die samen gaan spelen, hun stapels kaarten op elkaar laten inspelen, om zo een sterk team te vormen.

## Ontvangst
| Beoordeeld door | Platform | Datum           | Score |
| --------------- | -------- | --------------- | ----- |
| Everyeye.it     | Windows  | 2 juli 2012     | 85%   |
| Gaming Nexus    | Windows  | 30 juli 2012    | 85%   |
| Gry OnLine      | Windows  | 4 juli 2012     | 80%   |
| DarkZero        | Windows  | 13 juli 2013    | 80%   |
| INC Gamers      | Windows  | 22 juni 2012    | 70%   |
| Eurogamer.it    | Windows  | 3 augustus 2012 | 70%   |
| Jeuxvideo.com   | Windows  | 22 juni 2012    | 60%   |